# Chahār Darreh-ye Bālā
Chahār Darreh-ye Bālā (persiska: Chahār Darreh, چهار درّه بالا) är en ort i Iran.   Den ligger i provinsen Khuzestan, i den centrala delen av landet, 500 km söder om huvudstaden Teheran. Chahār Darreh-ye Bālā ligger 566 meter över havet och antalet invånare är 114.
Terrängen runt Chahār Darreh-ye Bālā är varierad.Runt Chahār Darreh-ye Bālā är det ganska glesbefolkat, med 47 invånare per kvadratkilometer. Närmaste större samhälle är Şeydūn, 17,4 km öster om Chahār Darreh-ye Bālā. Omgivningarna runt Chahār Darreh-ye Bālā är i huvudsak ett öppet busklandskap.